# WayraPerú
Wayraperú fue una aerolínea comercial peruana de pasajeros creada en el 2004, pero cerró sus operaciones temporalmente el mismo año y reinició sus operaciones en 2018 antes de volver a cesarlas en el 2021. La aerolínea tenía su base de operaciones en el Aeropuerto Internacional Jorge Chávez. 

## Historia
A fines de 2004 se da a conocer la noticia de la creación de la aerolínea a los medios de comunicación. 
Wayraperú nace de la iniciativa de 2 grandes conglomerados empresariales: Fondo de Inversiones Sustentables, y el Grupo Synergy Aerospace, sociedad con operaciones aéreas en Colombia (Avianca), Ecuador (VIP S.A) y Brasil (Avianca Brasil). Inicialmente, Wayraperú llegaría a 13 ciudades del país, con proyección de crecimiento a corto plazo, tanto a nivel nacional como internacional. Entre los destinos de Wayraperú se encontraban: Lima, Arequipa, Tacna, Cusco, Trujillo, Talara, Cajamarca, Iquitos, Pucallpa, Puerto Maldonado, Tarapoto, Chiclayo, Tumbes y Piura.
El 20 de marzo de 2006 comenzó formalmente sus operaciones inaugurando el itinerario Lima-Arequipa.
El 27 de noviembre de 2006, tras la renuncia de su accionista mayoritario como Presidente del Directorio y otros miembros de la administración, cesó temporalmente sus operaciones en tanto se aclara y define la situación accionaria y administrativa de la aerolínea.
A finales del 2017 se anunció el lanzamiento de WayraPerú (nombre comercial), pero esta vez bajo la razón social Wayra Musoq S.A.C., como única propietaria.
Wayra comenzó sus operaciones en el Aeropuerto Juan Simons Vela de la ciudad de Rioja, siendo recibido con gran entusiasmo por toda la zona del Alto Mayo. Con ello se realizó de manera exitosa la inauguración el día 26 de mayo. Posterior a ello, comenzaron a volar con pasajeros a partir de la fecha 13 de junio, realizando vuelos una vez por semana.

## Flota histórica
| Aeronaves  | Total | Introducido | Retirado | Matrículas                       |
| ---------- | ----- | ----------- | -------- | -------------------------------- |
| Fokker 70  | 2     | 2018        | 2021     | OB-2153-P y OB-2156-P            |
| Fokker 100 | 3     | 2005        | 2007     | OB-1816-P, OB-1821-P y OB-1831-P |

## Antiguos destinos
| País | Destinos    | Aeropuertos                                                      |
| ---- | ----------- | ---------------------------------------------------------------- |
| Perú | Arequipa    | Aeropuerto Internacional Rodríguez Ballón                        |
| Perú | Chachapoyas | Aeropuerto de Chachapoyas                                        |
| Perú | Huánuco     | Aeropuerto Alf. FAP David Figueroa Fernandini                    |
| Perú | Iquitos     | Aeropuerto Internacional Coronel FAP Francisco Secada Vignetta   |
| Perú | Lima        | Aeropuerto Internacional Jorge Chávez                            |
| Perú | Moquegua    | Aeródromo Hernán Turque Podestá                                  |
| Perú | Pucallpa    | Aeropuerto Internacional Capitán FAP David Abensur Rengifo       |
| Perú | Punta Sal   | Aeródromo Walter Braedt Segú                                     |
| Perú | Rioja       | Aeropuerto Juan Simons Vela                                      |
| Perú | Tacna       | Aeropuerto Internacional Coronel FAP Carlos Ciriani Santa Rosa   |
| Perú | Talara      | Aeropuerto Internacional Capitán FAP Víctor Montes Arias         |
| Perú | Tarapoto    | Aeropuerto Cadete FAP Guillermo del Castillo Paredes             |
| Perú | Trujillo    | Aeropuerto Internacional Capitán FAP Carlos Martínez de Pinillos |
| Perú | Tumbes      | Aeropuerto Capitán FAP Pedro Canga Rodríguez                     |
| Perú | Yurimaguas  | Aeropuerto Moisés Benzaquen Rengifo                              |